# KAF Spartak 2022
Questa voce raccoglie le informazioni riguardanti il KAF Spartak nelle competizioni ufficiali della stagione 2022.

## Roster
| Roster dei KAF Spartak (2022) |
| --- |
| Quarterback - 15 Maksim Chudjakov - 20 Leonid Mataškov Running Back - 22 Il'ja Arsent'ev FB - 24 Jurij Mnacakanjan - 27 Nikita Deev - 30 Xu Guzhi Wide Receiver - 1 Danila Levičev - 5 Dmitrij Sejdametov - 6 Ivan Vorob'ev - 7 Denis Pisarev - 10 Orchan Faprzaliev - 11 Maksim Stroev - 12 Aleksandr Kušelev - 17 Dmitrij Čekryžov - 87 Nikita Prakutin - 88 Andrej Protasov - 99 Leonid Kulakovskij Offensive Linemen - 0 Romazan Želdašev - 53 Il'ja Kirillov OT - 56 Aleksandr Safronov G - 57 Artem Vinkler OT - 60 Aleksandr Panov C - 61 Ramazan Kamilov C - 66 Vitalij Judakov G - 70 Sergej Fateev OT - 72 Maksim Fëdorov OT - 73 Roman Jakovljuk G Defensive Linemen - 45 Petr Zborovskij DT - 58 Zachar Lustik - 62 Gennadij Ivannikov DT - 74 Albert Chajrutdinov DT - 77 Konstantin Zarubin DT - 78 Evgenij Urban DE - 81 Nikita Dolgov DE - 91 Jaroslav Panov DT - 96 Dmitrij Vysočin DE - 97 Denis Cholin DE Linebacker - 31 Sergej Mičij - 34 Michail Suškov - 50 Dmitrij Daškevič - 51 Aleksandr Agalakov - 54 Ivan Averin - 55 Roman Pavlenko - 59 Daniil Čekryžov Defensive Back - 4 Egor Garanin CB - 8 Nika Kaišauri CB - 18 Il'ja Zjukov FS - 23 Rodion Burlaka SS - 25 Teddy Dunde FS - 26 Anatolij Kuznecov CB - 32 Ėrnis Muchamedžanov CB - 35 Dmitrij Grišin CB - 39 Leonid Čžan FS - 44 Oleg Demičev FS - 86 Egon Malygin SS Special Team |

## Eastern European Superleague 2022

### Stagione regolare
| Korolëv 8 maggio 2022, ore 13:00 1ª giornata | Spartak Moskva | 21 – 14 (3-0 8-7 3-0 7-7) referto | Sankt Petersburg Griffins | Stadion Vympel\| Arbitro: \| Smirnov \| |
| Arbitro:                                     | Smirnov        |                                   |                           |                                         |

| Korolëv 22 maggio 2022, ore 13:00 2ª giornata | Spartak Moskva | 7 – 23 (0-7 0-7 0-7 7-2) referto | Moscow Spartans | Stadion Vympel\| Arbitro: \| Čechov \| |
| Arbitro:                                      | Čechov         |                                  |                 |                                        |

| Zelenograd 4 giugno 2022, ore 17:00 3ª giornata | Sechenov Phoenix /Moscow Patriots | 7 – 20 (0-0 0-7 7-7 0-6) referto | Spartak Moskva | Stadio del Rugby\| Arbitro: \| Smirnov \| |
| Arbitro:                                        | Smirnov                           |                                  |                |                                           |

| San Pietroburgo 18 giugno 2022, ore 16:30 4ª giornata | Sankt Petersburg North Legion | 23 – 9 (10-3 0-6 6-0 7-0) referto | Spartak Moskva | MSA Petrovskij\| Arbitro: \| Zacharov \| |
| Arbitro:                                              | Zacharov                      |                                   |                |                                          |

| Korolëv 3 luglio 2022, ore 13:30 5ª giornata | Spartak Moskva | 33 – 7 (7-0 3-0 7-0 16-7) referto | Moscow United | Stadion Vympel\| Arbitro: \| Čechov \| |
| Arbitro:                                     | Čechov         |                                   |               |                                        |

### Playoff
| San Pietroburgo 16 luglio 2022, ore 15:00 | Sankt Petersburg North Legion | 13 – 24 (7-7 0-7 0-3 6-7) referto | Spartak Moskva | Stadion Dinamo\| Arbitro: \| Kazantsev \| |
| Arbitro:                                  | Kazantsev                     |                                   |                |                                           |

| Mosca 20 novembre 2022, ore 17:00 Russian Bowl | Moscow Spartans | 34 – 0 (7-0 7-0 14-0 6-0) referto | Spartak Moskva | Sapsan Arena |
| Ni Q1 ( TD ) run Sorkin Q1 ( pat ) Ni Q2 ( TD ) run Sorkin Q2 ( pat ) Ni Q3 ( TD ) run Sorkin Q3 ( pat ) Ni Q3 ( TD ) pass from Belov Sorkin Q3 ( pat ) Belov Q4 ( TD ) run Marcatori |                 |                                   |                |              |
| |                 |                                   |                |              |
| Ni Q1 (TD) run Sorkin Q1 (pat) Ni Q2 (TD) run Sorkin Q2 (pat) Ni Q3 (TD) run Sorkin Q3 (pat) Ni Q3 (TD) pass from Belov Sorkin Q3 (pat) Belov Q4 (TD) run                             | Marcatori       |                                   |                |              |

## Statistiche di squadra
| Competizione      | %Vittorie | In casa | In casa | In casa | In casa | In casa | In casa | In trasferta | In trasferta | In trasferta | In trasferta | In trasferta | In trasferta | Totale | Totale | Totale | Totale | Totale | Totale |
| Competizione      | %Vittorie | G       | V       | N       | P       | Pf      | Ps      | G            | V            | N            | P            | Pf           | Ps           | G      | V      | N      | P      | Pf     | Ps     |
| ----------------- | --------- | ------- | ------- | ------- | ------- | ------- | ------- | ------------ | ------------ | ------------ | ------------ | ------------ | ------------ | ------ | ------ | ------ | ------ | ------ | ------ |
| Stagione regolare | .600      | 3       | 2       | 0       | 1       | 61      | 44      | 2            | 1            | 0            | 1            | 29           | 30           | 5      | 3      | 0      | 2      | 90     | 74     |
| Playoff           | .500      | 0       | 0       | 0       | 0       | 0       | 0       | 2            | 1            | 0            | 1            | 24           | 47           | 2      | 1      | 0      | 1      | 24     | 47     |
| Totale            | .571      | 3       | 2       | 0       | 1       | 61      | 44      | 4            | 2            | 0            | 2            | 53           | 77           | 7      | 4      | 0      | 3      | 114    | 121    |

## Statistiche personali

### Marcatori
| Giocatore   | Ruolo | TD rush | TD recv | TD int | TD p.ret | TD k.ret | TD oth | Xp1 | Xp2 | FG  | Saf | Totale |
| ----------- | ----- | ------- | ------- | ------ | -------- | -------- | ------ | --- | --- | --- | --- | ------ |
| Prakutin    |       | 0       | 3       | 0      | 0        | 0        | 0+1    | 0   | 0   | 0   | 0   | 24     |
| Guzhi       |       | 2       | 1       | 0      | 0        | 0        | 0      | 0   | 1   | 0   | 0   | 20     |
| Vysočin     |       | 0       | 0       | 0      | 0        | 0        | 0      | 2+3 | 1   | 2+1 | 0   | 16     |
| Chudjakov   |       | 1+1     | 0       | 0      | 0        | 0        | 0      | 0   | 0   | 0   | 0   | 12     |
| Kulakovskij |       | 0       | 1+1     | 0      | 0        | 0        | 0      | 0   | 0   | 0   | 0   | 12     |
| Cholin      |       | 0       | 0       | 0      | 0        | 0        | 0      | 4   | 0   | 2   | 0   | 10     |
| Čekryžov    |       | 0       | 1       | 0      | 0        | 0        | 0      | 0   | 0   | 0   | 0   | 6      |
| Čžan        |       | 0       | 0       | 1      | 0        | 0        | 0      | 0   | 0   | 0   | 0   | 6      |
| Mnacakanjan |       | 1       | 0       | 0      | 0        | 0        | 0      | 0   | 0   | 0   | 0   | 6      |
| Deev        |       | 0       | 0       | 0      | 0        | 0        | 0      | 0   | 1   | 0   | 0   | 2      |